# Adil Abouchdak
Adil Abouchdak, communément appelé Adil A., né en 1989 à Amsterdam (Pays-Bas), est un criminel néerlandais condamné à la prison à perpétuité, opérant pour l'organisation de Gwenette Martha dans la Mocro Maffia.
Muni d'armes militaires, il se rend avec Anouar Benhadi à Amsterdam et commet une fusillade le 29 décembre 2012, faisant état de deux morts, avant de prendre la fuite et de tenter d'abattre deux motards de police, tirant en rafale à la kalachnikov. La cible principale de la fusillade est le gangster Benaouf Adaoui, qui parvient à prendre la fuite.
Le jour de son arrestation, le 24 janvier 2013, il carjacke une voiture avant d'être poursuivie par la police. Des balles fuseront entre Adil Abouchdak et les agents de la police à sa poursuite, avant qu'un énorme accident frontal a lieu. Il plonge ensuite dans un canal à l'eau glaciale pour tenter de s'enfuir. Arrêté par les forces spéciaux de la police fédérale néerlandaise, il est blessé par balles à la suite d'une lourde intervention. Il est condamné à une peine d'emprisonnement à perpétuité dans la prison la plus sécurisée de Vught.

## Biographie

### Enfance
Adil Abouchdak naît et grandit à Amsterdam dans le quartier d'Oud-West dans une famille marocaine. Il grandit avec son meilleur ami Anouar Benhadi. Il pratique très tôt le kickboxing et participe souvent aux galas de kickboxings à Amsterdam. Il a pour objectif de devenir kick-boxeur professionnel.
En décembre 2008, il est condamné à six ans de prison pour plusieurs braquages à main armée et une tentative de kidnapping d'un criminel à La Haye.

### Mocro-oorlog
Adil Abouchdak suit rapidement les pas de son ami Anouar Benhadi et devient un tueur à gages de la mafia opérant pour l'organisation du gangster Gwenette Martha.
Dans l'organisation de Gwenette Martha, Najeb Bouhbouh est récemment abattu par un individu membre de Benaouf Adaoui, un ennemi de l'organisation de Gwenette Martha.
- Le 29 décembre 2012, voulant venger Gwenette Martha, il se rend dans le quartier Staatsliedenbuurt et abat Youssef Lkhorf et Saïd El Yazidi. La cible principale était Benaouf Adaoui. Lorsqu'il prend la fuite, la ville d'Amsterdam est en quarantaine lorsqu'il tire en rafale contre les motos de police qui le poursuivent. Les deux motards de police finiront à l'hôpital, blessés par balles. Malgré une telle violence, il parvient à prendre la fuite avec une Audi[2].

Cet événement tragique est l'un des plus connus aux Pays-Bas, qui va lancer la mafia marocaine dans une guerre sanglante entre l'organisation de Benaouf et celle de Gwenette Martha. Pendant que Adil Abouchdak sera arrêté quelques mois plus tard par la police néerlandaise, les membres de sa famille font état de plusieurs menaces de mort via des messages anonymes.
- Le 1er mars 2016, son frère Omar Abouchdak échappe à une tentative d'assassinat[4].
- Le 30 mai 2016, son frère Omar Abouchdak est suspecté d'avoir décapité Nabil Amzieb à Amsterdam. Il est arrêté par la police avant d'être relâché pour faute de preuves[5].

### Arrestation et condamnation
Dans les années 2000, Adil A. était déjà actif dans le milieu criminel aux Pays-Bas. En 2008, il est condamné à six ans de prison pour de multiples braquages à main armée et une tentative de kidnapping d'un criminel de La Haye.
Le 24 janvier 2013, il est arrêté à Amsterdam, après une course poursuite hors-norme. Ayant carjacké une voiture, il est poursuivi par une équipe de la police fédérale d'Amsterdam. S'échangeant des tirs avec la police, il entre en collision frontale avec son véhicule et prend la fuite en sautant dans un canal, dans une eau glaciale. Voulant traverser le canal à la nage, il reçoit deux balles sur sa jambe. Il est ensuite arrêté.
Le 20 mars 2020, sa sentence est connue. Il est condamné à perpétuité dans la prison de Vught pour double assassinat, tentative d'assassinat sur Benaouf et tentative de double assassinats sur agents de police avec son ami Anouar Benhadi. Dans le même jour, son avocate Bénéfict Ficq explique qu'il n'y a aucune preuve de la présence d'Adil A. lors de la fusillade à Staatsliedenbuurt.

### Ouvrages
Cette bibliographie est indicative.
- (nl) Wouter Laumans et Marijn Schrijver, Mocro Maffia, Amsterdam, Lebowskipublishers, 2015, 256 p. (ISBN 9789048828036, lire en ligne)
- (nl) Wouter Laumans et Marijn Schrijver, Wraak, Amsterdam, Lebowski, 2019, 224 p. (ISBN 9789048836215)

### Documentaires et reportages
- [vidéo] Formele verdachte Staatsliedenbuurt Liquidaties, Opsporing Verzocht, 2013
- [vidéo] Voortvluchtige Adil A. werd steeds crimineler, AT5, 2013
- [vidéo] OM eist opnieuw levenslang voor liquidaties Staatsliedenbuurt, AT5, 2018